# Заслужений тренер України

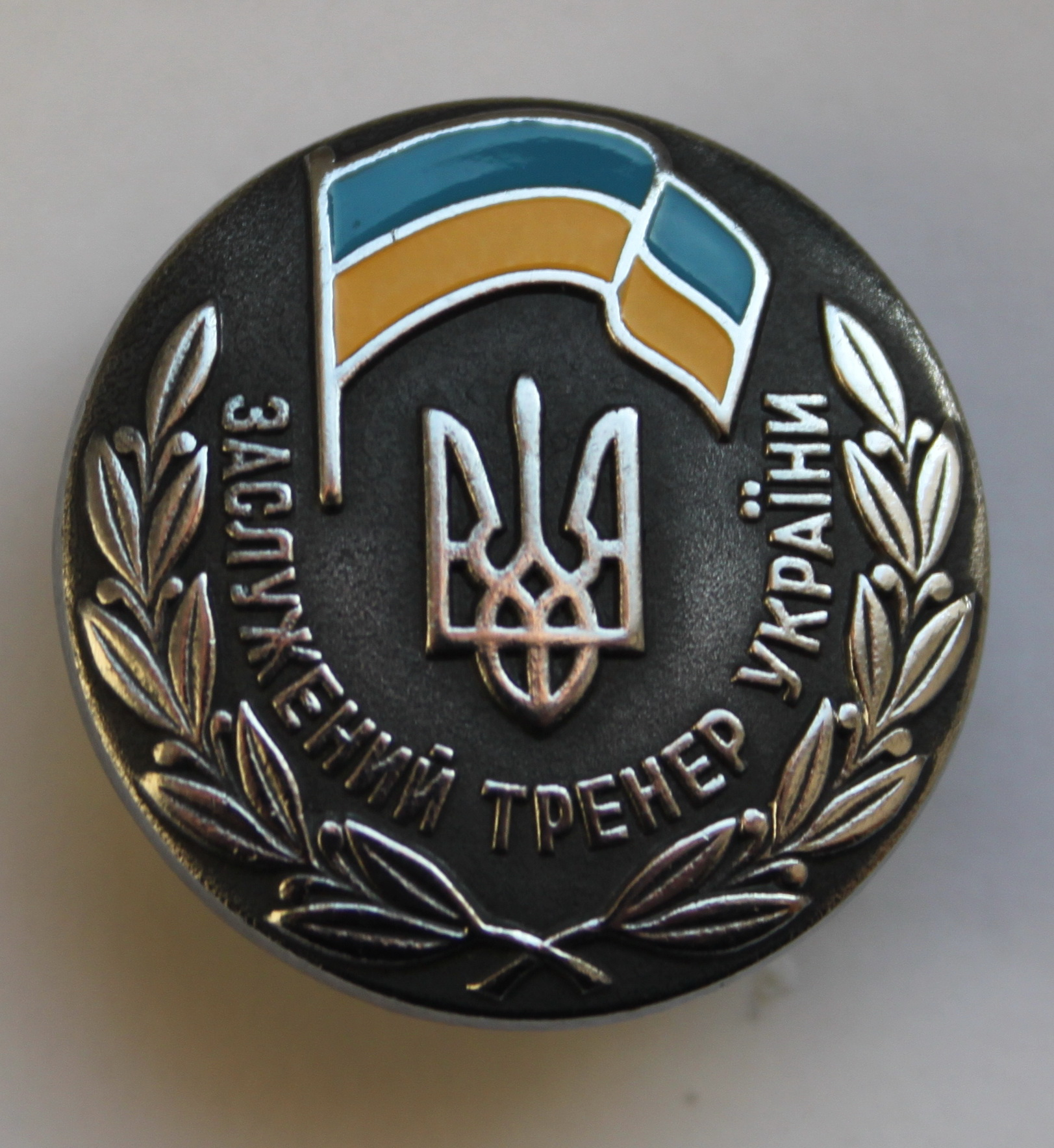
Заслужений тренер України.
Нагрудний знак.

Заслужений тренер України — почесне спортивне звання. Стандартне скорочення у спортивній довідковій літературі — ЗТУ.

## Загальні відомості
Звання «Заслужений тренер України» введено у 1993 році.
Остання редакція положення про звання прийнята у 2013 році.
Особам, яким присвоєно почесне спортивне звання «Заслужений тренер України» видається нагрудний знак і номерне посвідчення. У посвідченні є фотографія та вказуються прізвище, ім'я та по батькові, вид спорту, номер наказу та відповідні дати. У цьому посвідченні має бути особистий підпис заслуженого тренера України.
Звання «Заслужений тренер України» не дає права на надбавку до пенсії.

### Порядок присвоєння
Порядок присвоєння звання «Заслужений тренер України» регламентується наказом «Про затвердження Положення про Єдину спортивну класифікацію України». Присвоюється тренерам (тренерам-викладачам) — громадянам України та тренерам — іноземцям, особам без громадянства, що перебувають в Україні на законних підставах, за підготовку спортсменів вищої категорії в олімпійських видах спорту, в неолімпійських видах спорту, у видах спорту інвалідів.

### Вимоги для присвоєння
Загальними вимогами для присвоєння спортивного звання «Заслужений тренер України» громадянам України є:
- наявність вищої освіти відповідного професійного спрямування за освітньо-кваліфікаційним рівнем бакалавра, спеціаліста, магістра;
- стаж роботи зі спортсменом не менше двох років на дату виконання умов присвоєння спортивного звання.[1]